# Cédric Gogoua
Cédric Gogoua (Abidjan, 10 luglio 1994) è un calciatore ivoriano, difensore del Šinnik.

## Palmarès

### Club
- Campionato ivoriano: 1

Africa Sports: 2011
- Campionato finlandese: 1

SJK: 2015
- Coppa di Serbia: 1

Partizan: 2015-2016
- Campionato tagiko: 1

Istiklol: 2023

### Individuale
- Miglior giocatore della Veikkausliiga: 1

2014